# Глобинский район
Глобинский район (укр. Глобинський район) — упразднённая административная единица на юго-западе Полтавской области Украины. Административный центр — город Глобино.

## География
Глобинский район расположен на юго-западе Полтавской области Украины.
С ним соседствуют
Кременчугский,
Козельщинский,
Решетиловский,
Великобагачанский,
Семёновский районы Полтавской области,
Чернобаевский,
Черкасский,
Чигиринский Черкасской области и
Светловодский Кировоградской области.
Площадь района — 2 500 км².
Административным центром района является город Глобино.
Через район протекают реки
Днепр,
Псёл,
Сула,
Омельник,
Хорол,
Сухой Кагамлык,
Манжелийка,
Кривая Руда.
На реке Днепр расположено большое Кременчугское водохранилище.

## Население
Население района составляет 41 924 человека (2019), в том числе городское — 15 597 человек, сельское — 26 327 человек.

## История
Район образован в 7 марта 1923 года из 4-х волостей — Глобинской, Кринковской, Пироговской и Пустовойтовской.
C 1923 года — административный центр Глобинского района Полтавской губернии, вошедшего в 1932 году в образованную в том году Харьковскую область Украинской Советской Социалистической Республики.
В 1923—30 годах территория района входила в состав Кременчугского округа (до июня 1925 — Полтавской губернии).
С февраля 1932 по сентябрь 1937 — в Харьковской области.
С 22 сентября 1937 года — в составе Полтавской области.
17 июля 2020 года в результате административно-территориальной реформы район вошёл в состав Кременчугского района.

## Административное устройство
Район включает в себя:
| - Городских советов: 1 - Поселковых советов: 1 - Сельских советов: 25 | - Городов: 1 - Посёлков городского типа: 1 - Сёл: 91 |

### Местные советы[7]
| - Глобинский городской совет - Градижский поселковый совет - Бабичовский сельский совет - Борисовский сельский совет - Броварковский сельский совет - Бугаевский сельский совет - Горбовский сельский совет - Гриньковский сельский совет - Жуковский сельский совет - Заможненский сельский совет - Землянковский сельский совет - Зубаневский сельский совет - Иваново-Селищенский сельский совет - Крынковский сельский совет | - Купьеватовский сельский совет - Манжелиевский сельский совет - Обозновский сельский совет - Опрышковский сельский совет - Петровский сельский совет - Пироговский сельский совет - Погребовский сельский совет - Пронозовский сельский совет - Пузиковский сельский совет - Пустовойтовский сельский совет - Святиловский сельский совет - Троицкий сельский совет - Фёдоровский сельский совет |

### Населённые пункты[8]
с. Анновка 

с. Бабичовка 

с. Багны 

с. Балабушины Вербы 

с. Белоусовка 

с. Битаково Озеро 

с. Борисы 

с. Броварки 

с. Бугаевка 

с. Васьковка 

с. Великие Крынки 

с. Весёлая Долина 

с. Ветки 

с. Вишенки 

г. Глобино 

с. Глубокое 

с. Глушково-Второе 

с. Горбы 

пгт Градижск 

с. Гриньки 

с. Гуляйполе 

с. Демидовка 

с. Демченки 

с. Жорняки 

с. Жуки 

с. Заможное 

с. Заречное 

с. Землянки 

с. Зубани 

с. Иваново Селище 

с. Кагамлык 

с. Каневщина 

с. Кирияковка 

с. Ковнировщина 

с. Коломицевка 

с. Кордубаново 

с. Корещина 

с. Котляревское 

с. Кривая Руда 

с. Купьеватое 

с. Ламаное 

с. Липовое 

с. Лозки 

с. Лубенщина 

с. Лукашовка 

с. Майдановка 

с. Малиновка 

с. Манжелия 

с. Маниловское 

с. Марьино 

с. Махновка 

с. Мозолиевка 

с. Набережное 

с. Новобудова 

с. Новодорожное 

с. Новомосковское 

с. Новосёловка 

с. Новый Выселок 

с. Обозновка 

с. Опрышки 

с. Павловка 

с. Пелеховщина 

с. Петрашовка 

с. Петровка 

с. Пироги 

с. Погребы 

с. Поповка 

с. Пронозовка 

с. Проценки 

с. Пузиково 

с. Пустовойтово 

с. Радаловка 

с. Романовка 

с. Руда 

с. Святиловка 

с. Семимогилы 

с. Сидоры 

с. Сиренки 

с. Сиротенки 

с. Средиполье 

с. Старый Хутор 

с. Степовое 

с. Струтиновка 

с. Тимошовка 

с. Троицкое 

с. Турбаи 

с. Устимовка 

с. Фёдоровка 

с. Черевани 

с. Шевченки 

с. Шепелевка 

с. Шушваловка 

с. Яроши 

#### Ликвидированные населённые пункты[9]
| с. Глушково с. Диково с. Крупское с. Лебеховка | с. Николаевка с. Подол с. Посмашновка с. Степное |

## Известные уроженцы
- Бокий, Иван Сидорович — украинский политик
- Билаш Александр Иванович (1931—2003) — композитор, народный артист СССР (1990)
- Майборода, Георгий Илларионович (1913—1992) — композитор, народный артист СССР (1960)
- Майборода, Платон Илларионович (1918—1989) — композитор, народный артист СССР (1979)
- Кириченко Раиса Афанасьевна (1943—2005) — известная украинская певица